# Sharif Mujammad
Sharif Jamaiuní Mujammad (en ruso: Шариф Хамаюни Мухаммад; n. 21 de marzo de 1990, Majachkalá) es un futbolista profesional ruso de origen daguestano y afgano. Juega como centrocampista en el Churchill Brothers FC de la I-League.

## Clubes
| Club                   | País      | Año           |
| ---------------------- | --------- | ------------- |
| FC Dynamo Majachkalá   | Rusia     | 2007 - 2009   |
| FK Anzhí Majachkalá II | Rusia     | 2010 - 2011   |
| FK Anzhí Majachkalá    | Rusia     | 2012 - 2015   |
| PFC Spartak de Nalchik | Rusia     | 2016 - 2017   |
| AFC Eskilstuna         | Suecia    | 2017          |
| PSMS Medan             | Indonesia | 2018          |
| Karmiotissa Polemidion | Chipre    | 2019          |
| Maziya S&RC            | Maldivas  | 2019-2020     |
| Gokulam FC             | India     | 2020-2022     |
| Churchill Brothers FC  | India     | 2022-presente |

## Palmarés

### Campeonatos nacionales
| Título   | Club              | País  | Año  |
| -------- | ----------------- | ----- | ---- |
| I-League | Gokulam Kerala FC | India | 2021 |
| I-League | Gokulam Kerala FC | India | 2022 |